# Pascal Plovie
Pascal Plovie (ur. 7 maja 1965 w Brugii) – belgijski piłkarz grający na pozycji bocznego obrońcy.

## Kariera klubowa
Karierę piłkarską Plovie rozpoczął w zespole Club Brugge. W 1984 roku awansował do kadry pierwszej drużyny, a w sezonie 1985/1986 zadebiutował w pierwszej lidze belgijskiej. Rozegrał tylko 3 spotkania, ale zdołał zdobyć Puchar Belgii. Latem 1986 nie mając miejsca w składzie Brugge Plovie odszedł do Royal Antwerp FC. W sezonie 1987/1988 był podstawowym zawodnikiem Royalu. Po jego zakończeniu powrócił do Brugge, w którym zaczął grać w wyjściowym składzie. W 1990 roku wywalczył swoje pierwsze w karierze mistrzostwo Belgii, a w 1991 zdobył swój drugi w karierze krajowy puchar. W 1992 roku ponownie został mistrzem kraju, a w 1995 zdobywcą Pucharu Belgii. Z kolei w 1996 roku wywalczył z Brugge dublet. Po tym sukcesie ponownie został piłkarzem Royalu Antwerp, ale przez dwa lata wystąpił tylko w 5 spotkaniach. W 1998 roku zakończył karierę piłkarską.
| Sezon   | Klub             | Kraj   | Rozgrywki      | Mecze | Bramki |
| ------- | ---------------- | ------ | -------------- | ----- | ------ |
| 1984/85 | Club Brugge      | Belgia | Division I     | 0     | 0      |
| 1985/86 | Club Brugge      | Belgia | Division I     | 3     | 0      |
| 1986/87 | Royal Antwerp FC | Belgia | Division I     | 12    | 0      |
| 1987/88 | Royal Antwerp FC | Belgia | Division I     | 31    | 0      |
| 1988/89 | Club Brugge      | Belgia | Division I     | 30    | 0      |
| 1989/90 | Club Brugge      | Belgia | Division I     | 32    | 0      |
| 1990/91 | Club Brugge      | Belgia | Division I     | 29    | 1      |
| 1991/92 | Club Brugge      | Belgia | Division I     | 20    | 0      |
| 1992/93 | Club Brugge      | Belgia | Division I     | 8     | 0      |
| 1993/94 | Club Brugge      | Belgia | Jupiler League | 19    | 2      |
| 1994/95 | Club Brugge      | Belgia | Jupiler League | 8     | 0      |
| 1995/96 | Club Brugge      | Belgia | Jupiler League | 5     | 0      |
| 1996/97 | Royal Antwerp FC | Belgia | Jupiler League | 5     | 0      |
| 1997/98 | Royal Antwerp FC | Belgia | Jupiler League | 0     | 0      |

## Kariera reprezentacyjna
W reprezentacji Belgii Plovie zadebiutował 2 czerwca 1990 roku w wygranym 3:0 towarzyskim spotkaniu z Meksykiem. W 1990 roku został powołany przez selekcjonera Guya Thysa do kadry na Mistrzostwach Świata we Włoszech. Na tym turnieju rozegrał jedno spotkanie, przegrane 1:2 z Hiszpanią. W kadrze narodowej rozegrał łącznie 5 meczów.